# 多麗絲·哈特
多麗絲·哈特（Doris Hart，1925年6月20日—2015年5月29日）是美國女子網球運動員，活躍在1940年代和50年代上半葉，並於1951年排名世界第一。她獲得生涯單打大滿貫冠軍，也是組合大滿貫冠軍其中一位，獲得所有四個大滿貫賽事冠軍（單打、雙打和混合雙打）。